# 엔드리키 펠리피
엔드리키 펠리피 모레이라 지 소우사 (Endrick Felipe Moreira de Sousa, 2006년 7월 21일 ~ )는 흔히 줄여서 엔드리키 펠리피(Endrick Felipe) 또는 엔드리키(Endrick)로 알려진 브라질의 축구 선수이며, 현재 레알마드리드에서 스트라이커로 뛰고 있다. 그는 세계 최고의 축구 유망주 중 한 명으로 손꼽힌다.

## 개요
18살이 되는 2024년 7월 레알 마드리드로 이적 예정이다.